# El Frago
El Frago är en ort i Spanien.   Den ligger i provinsen Provincia de Zaragoza och regionen Aragonien, i den nordöstra delen av landet, 300 km nordost om huvudstaden Madrid. El Frago ligger 628 meter över havet och antalet invånare är 115.
Terrängen runt El Frago är huvudsakligen kuperad, men åt nordväst är den platt. Runt El Frago är det mycket glesbefolkat, med 2 invånare per kvadratkilometer. Närmaste större samhälle är Luna, 11,8 km söder om El Frago. I omgivningarna runt El Frago växer i huvudsak blandskog.